# 钱可复
钱可复（?—835年），唐代吴兴（今浙江湖州市）人。
錢徽之子。进士出身。历官祠部员外郎，累官至礼部郎中。大和九年，郑注出镇凤翔，李训选名家弟子擔任其宾佐。以钱可复为检校兵部郎中、兼御史中丞，充任凤翔节度副使。李敬彝为司马，驾部员外郎卢简能、主客员外郎萧杰为判官，右拾遗卢弘茂为掌书记。大和九年（835年）十一月，爆發甘露之变，钱可复等人及凤翔亲卒千余人都被族灭。钱可复臨死前，苦求饒他十四歲女兒一命，女兒竟说：“杀我父，何面目以生！”抱着钱可复求死，亦被斩殺。